# Lázně Železnice
Lázně Železnice jsou bývalé lázně v městě Železnice poblíž Jičína v Královéhradeckém kraji.

## Historie

### Počátky lázeňství
Prvopočátky lázeňství v Železnici sahají do roku 1894, kdy okolní naleziště slatinné zeminy inspirovalo místního poštmistra Jana Vondráka k založení společenstva „Železnické lázně pod horou Táborem“. 
Následně v roce 1903 došlo k reálnému založení rašelinných lázní právě poštmistrem Janem Vondrákem. Tehdy byla pod vedením stavitele J. Jakubce zahájena stavba lázeňské budovy pro léčbu zejména nemocí pohybového ústrojí. Dne 24. července 1904 byly lázně uvedeny do provozu. Vondrák byl prvním majitelem lázní.
Krátká noticka v Jičínských novinách z 15. září 1904 však uvádí, že „Lázně slatinné, které loňského roku vystavěl p. poštmistr Vondrák v Železnici a které letošním rokem otevřeny byly, prodal p. Vondrák obci Železnické, z příčin, jež nám nejsou známy, za 12.000 zl.“
Vondrák však zůstal provozním vedoucím lázní až do své smrti v roce 1906. Rašelina se zde získávala ze dvou nalezišť: dvouhektarové slatiniště „Pod Lipinou“ vzdáleného od lázní asi kilometr a slatiniště „U Prostředního Mlýna“ na úpatí čedičového kopce Zebína.
Po Vondrákově smrti v roce 1906 začal zdejší rodák Ing. Antonín Zikmund na sousedním pozemku stavět luxusní hotel, čímž došlo k propojení parcel pod lázněmi a budoucím hotelem. Autory návrhu byli pražští architekti Václav Vejrych a Vojtěch Pikl. Dokončením hotelu vznikl nový lázeňsko-hotelový komplex „Valdštýnův dvůr“, zprovozněný v červnu 1907. Kromě 20 hotelových pokojů obsahoval také divadelní sál a taneční parket. V navazující budově se léčily hlavně pohybové poruchy páteře, kloubů, revmatismus, gynekologické poruchy či srdeční vady. Ačkoliv měly lázně dobrou pověst, bohatou klientelu se ve větším nalákat nepodařilo, a tak nebyl provoz hotelu rentabilní. Již po pěti letech (v roce 1912) tak ztrátový objekt Zikmund prodal pražské pojišťovací bance, která na něm měla nemalou pohledávku za pouhých 63 tisíc korun. Následně majetková práva převzalo město Železnice. 
To odpovídá i údaji z Almanachu lázeňského republiky Československé z roku 1920, který uvádí: „Slatinné lázně (majetek města), založ. r. 1904, a čítající 6 kabin o 8 dřev. vanách vedle lázní uhličitých. V saisoně od 15. máje do 30. září vystřídá se as 250 hostí, stižených revmatismem, výpotky, chorobami nervovými a kožními; k dispozici jest jim 50 pokojů s 90 lůžky. Láz. lékař Dr. Vl. Prokop.“
Ze sčítacího operátu z února 1921 vyplývá, že v té době byl vlastníkem a provozovatelem areálu architekt a stavitel Prokop Teige z Prahy. Na konci léta 1931/v roce 1932 areál odkoupil Alois Vedlich z Cerhenic na Kolínsku, který dne 30. dubna 1932 získal lázeňskou licenci. K provozu a k dodržení podmínek licence však neměl dostatek prostředků. Finančně nákladná rekonstrukce v roce 1939 jej proto definitivně přivedla ke krachu. V roce 1940 tak lázně prodal Josefě Karenové, která požádala o převedení licence k provozování rašelinných a uhličitých lázní. Povolení získala od Inspektorátu pro přírodní léčivé zdroje při ministerstvu zdravotní a sociální správy dne 17. září 1940. Brzy na to však areál až do roku 1948 pronajala B. Urbanovi. Ve 40. letech 20. století se navíc objevil nový problém – rašelina z místních ložisek byla vytěžena.
V období obou světových válek sloužil lázeňský komplex jako vojenské zdravotnické zařízení.

### Po druhé světové válce –⁠⁠⁠⁠⁠⁠⁠⁠⁠⁠⁠⁠⁠⁠⁠⁠ z rašelinných lázní dětská léčebna
Nový rozkvět lázeňství přišel krátce po znárodnění v roce 1948. V roce 1949 bylo k dispozici 80 lůžek. Prováděly se rašelinné a umělé uhličité koupele a také elektroléčba. Zároveň se však jednalo o dobu, která znamenala zánik éry rašelinných lázní. 
Ve čtvrtek 19. února 1953 zde byla místo rašelinných lázní otevřena první lázeňská léčebna v Československu specializovaná na rehabilitační léčbu dětí s centrálními pohybovými poruchami, zejména dětí postižených dětskou mozkovou obrnou.
Klíčovou zásluhu na zřízení dětské léčebny měl prof. MUDr. Václav Vojta z dětského oddělení pražské Neurologické kliniky Všeobecné fakultní nemocnice. Později s ním začal spolupracovat další dětský neurolog ze stejné pražské kliniky – prof. MUDr. Ivan Lesný. Ten se stal od roku 1971 šéfem Dětské neurologické kliniky Fakultní nemocnice v Praze-Motole, ale i tak do Železnice pravidelně dojížděl a děti konziliárně vyšetřoval. V roce 1954 právě díky dr. Vojtovi vznikla v Lázních Železnice celosvětově známá Vojtova metoda, která se stala základem místní léčby. Tato léčebna tak proslavila lázně po celém světě.
V letech 1954–1962 prošla léčebna první rozsáhlou a nákladnou rekonstrukcí. První etapa proběhla v letech 1954–1955, na což navázala v letech 1957–1962 rozsáhlá „Přístavba“, jak byla nová část označována (přístavba hlavní budovy, nástavba prvního patra, rekonstrukce vodovodů a elektroinstalace, nová kotelna a další). V 80. letech 20. století měla léčebna kapacitu 125 lůžek, tedy dvojnásobek stavu v roce 1953. V zařízení se úspěšně léčily děti od 3 do 15 let, a jezdily tam opakovaně každoročně na tří až čtyřměsíční pobyt. Díky vyhlášeným léčebným výsledkům přijíždělo od února 1957 na léčebný pobyt i mnoho dětských pacientů ze zahraničí: z Itálie, Řecka, Rumunska, Bulharska, tehdejšího Sovětského svazu (Ruska a Gruzie), Německa, Rakouska, i z arabských zemí a dokonce zámoří.
Nedostatek ubytovacích kapacit byl vyřešen zřízením motelu Achát.
Kvůli dlouhodobému pobytu dětí byla v léčebně zřízena i základní a mateřská škola. Pro její účely vznikl v 80. letech 20. století nový školní pavilon, který byl propojen s původní lázeňskou budovou. Lázně byly oficiálním léčebným zařízením pod správou Ministerstva zdravotnictví. Oproti tomu zřizovatelem školy byl školský úřad v Jičíně. Škola sloužila jak pacientům lázní, tak i dětem, které potřebovaly speciální pedagogickou výuku a pocházely z Jičínska. Škola měla tři výukové plány: 1) pro první a druhý stupeň základní školy, 2) oba stupně zvláštní školy a 3) pomocná škola.

#### Cesta k uzavření
V roce 1981 byla v Janských Lázních otevřena nová velká dětská léčebna Vesna s kapacitou 400 lůžek. Brzy se ovšem ukázaly problémy s naplněním kapacity tak velké léčebny dětskými pacienty. Z toho plynuly počátkem 90. let 20. století ze strany vedení Státních léčebných lázní Janské Lázně tlaky na uzavření léčebny v Železnici a převedení všech pacientů do Janských Lázní. V Železnici tím odstartovala náročná jednání o zachování provozu. Situaci navíc zkomplikovala restituce dvou nejstarších budov – lázní a hotelu. Významný mezník nastal, když se v roce 1999 do té doby samostatná dětská léčebna v Železnici s konečnou platností stala organizačně součástí právě Státních léčebných lázní Janské Lázně. V roce 2002 byly lázně z důvodu technického stavu, nižší vytíženosti a zejména restitučních sporů a posledního provozovatele uzavřeny. Kvůli restitučním nárokům Gabriely Bauerové nebyly několik let prováděny větší opravy.

#### Personální obsazení
Prvním vedoucím lékařem dětské léčebny byl ustanoven MUDr. Jaroslav Kraus, kterého v roce 1958 vystřídal MUDr. Evžen Opatrný. Na jaře 1974 na stejné místo nastoupil MUDr. Marcel Nachtmann, který byl v lednu 1990 vystřídán MUDr. Aloisem Stehlíkem (od roku 1967 vedoucím rehabilitačním lékařem). Od dubna 1995 vedl léčebnu MUDr. Jan Tomášek. V květnu 1999 došlo ke včlenění léčebny pod Svaz léčebných lázní (SLL) Janské Lázně. Od té doby až do zániku léčebny dne 27. září 2002 instituci řídila MUDr. Lenka Smetanová. Proces postupné likvidace léčebny dozoroval MUDr. Roman Koudele, tehdejší ředitel SLL Janské Lázně.
V léčebně pracovalo až sto lidí, převážně z Železnice.

#### Léčebné metody
Základem léčby byla léčebná rehabilitace, která využívala speciální metody léčebné tělesné výchovy. Nejvíce se používala tzv. Vojtova metoda, kterou propracoval, a do praxe uvedl MUDr. Vojta. Dobré výsledky přinášela i léčba prací (ergoterapie). Zde se děti učily běžným denním činnostem. Trénovaly tak obratnost a jemnou motoriku rukou. Zpočátku se jako příprava před vlastní rehabilitací používala místní slatinná zemina. Ta se zahřívala horkou párou a přikládala na končetiny v podobě zábalů. Později se ukázalo, že stejný účinek má i teplá koupel, teplé žerzejové zábaly či parafín, a tak se rašelina se přestala používat. Děti si v léčebně osvojily postupy cvičení. Na konci každého pobytu byla rodičům předvedena instruktáž o způsobu cvičení s dítětem. Od začátku 70. let 20. století dokonce léčebna pořádala pro rodiče každoroční týdenní školení, na nichž přednášeli neurologové, pediatři, ortopedi, rehabilitační lékaři, psychologové, rehabilitační sestry atd.) Postupem času byla léčba rozšířena i na další poruchy centrální nervové soustavy, tzn. na stavy po úrazech mozku, po zánětech mozku, po cévní příhodě mozkové apod.

### Snahy o obnovu
V roce 2013 se skupina bývalých zaměstnanců a pacientů rozhodla, že se pokusí dětskou léčebnu obnovit. Založili proto občanské sdružení Vláčkaři s cílem koupit secesní budovu někdejšího lázeňského hotelu a později léčebny, zrekonstruovat ji a využívat pro sociální projekty. V březnu 2014 se v médiích objevila zpráva, že areál někdejší léčebny má nového majitele a že plánuje obnovení provozu.
Z Valdštýnova dvora se ale nakonec po rekonstrukci stal bytový dům.